# R136a2
R136a2是一顆沃爾夫-拉葉星，位於R136中心附近，R136是蜘蛛星雲中疏散星團NGC 2070的中心恆星聚集區，而蜘蛛星雲是大麥哲倫星雲中一個巨大的H II區域，大麥哲倫星雲是銀河系附近的衛星星系。
R136a2是已知恆星中已確認質量和光度最高的恆星之一，分別約為151 M☉和350萬L☉。

## 距離
由於多種因素，確定R136a2精確距離具有挑戰性。由於距離大麥哲倫星雲非常遙遠，已經超越了視差法技術的極限。大多數估計認為 R136與大麥哲倫星雲的距離相同。透過比較食雙星的角度和線性尺寸，可以得出大麥哲倫星雲最精確距離為49.97kpc。

## 外部連結
- http://www.eso.org/public/news/eso1030/